# Говейново
Говейново — деревня в Дмитровском районе Московской области, в составе сельского поселения Куликовское. До 1939 года — центр Говейновского сельсовета. В 1994—2006 годах Говейново входило в состав Куликовского сельского округа.
В деревне действует церковь Рождества Богородицы. Сохранилась колокольня 1790 года постройки.

## Расположение
Деревня находится в северо-западной части района, примерно в 18 км к северо-западу от Дмитрова. Расположена на речке Ильинке, правом притоке Яхромы. Высота центра над уровнем моря 140 м. 
Ближайшие населённые пункты — посёлок Фофаново на востоке, село Куликово на юге и посёлок Луговой с Николо-Пешношским монастырём на юго-западе. На юго-западе располагается остановка "Поворот на Говейново" автобусного маршрута № 36.

## История
Село Говейново дмитровский князь Пётр Дмитриевич жертвует Николо-Пешношскому монастырю между концом XIV — началом XV века вместе с другими сёлами и прилегающими деревнями. 
В 1542 году в селе (Говеново в XVI веке) упоминается церковь Рождества Пресвятой Богородицы. В 1547 году также упоминается как вотчина Николо-Пешношского монастыря, подаренная монастырю князем Пётром Дмитриевичем (не позднее 1428 года).
В первые годы советской власти образование Говейновского сельсовета. В 1939 году входит в состав Куликовского сельсовета.
С 1935 по 1957 год село входило в состав Коммунистического района.
На 1924 год в селе Говейново числится 580 жителей, 101 сельских и 2 безземельных хозяйств. Также есть механическая мельница, школа, районный ККОВ, пожарная дружина и ячейка РКСМ.

## Население
| 2002 | 2006 | 2010 |
| ---- | ---- | ---- |
| 14   | ↘10  | ↘7   |